# Transformers: Zone
Transformers: Zone (jap. トランスフォーマーZ(ゾーン) Toransufōmā: Zōn) – japoński OVA wydany 21 lipca 1990 na kasetach VHS i 21 kwietnia 2004 na DVD. Nieoficjalny anglojęzyczny dubbing od TFCog został wydany w marcu 2004 roku.
Oryginalnie planowana była dłuższa seria animowana, jednak z racji na spadek zainteresowania marką Transformers, pozostałe odcinki zostały anulowane, a większość historii planowanej została opowiedziana w mandze. Jest to również ostatnia japońska kontynuacja oryginalnej "Generacji Pierwszej".

## Historia
Po wydarzeniach z Transformers: Victory, pojawia się nowy wróg, Violen Jijer, który werbuje "Dziewięciu Wielkich Demonicznych Generałów" (Devastatora, Menasora, Bruticusa, Trypticona, Predakinga, Abominusa, King Poseidona, Overkorda i BlackZaraka), aby zdobyć energię "Zone" i zniszczona została Planeta Feminia z racji na poszukiwanie silnego pasa Zodiaku. Dowódca Autobotów, Star Saber został złapany, ale później uratował go Dai Atlas. Po powrocie na Ziemię, Dai Atlas stacza walkę z Deceptikonami, a po wygranej zostaje wybrany przez Star Sabera na nowego przywódcę Autobotów.

## Obsada
- Daisuke Gōri — Violengiguar, Trypticon
- Masato Hirano — King Poseidon, Menasor
- Ryō Horikawa — Moonradar, Deadhour
- Hirohiko Kakegawa — Devastator
- Tsutomu Kashiwakura — Rabbicrater
- Yukimasa Kishino — Abominus, Black Zarak, Bruticus, Predaking
- Keiichi Noda — Narrator, Overlord
- Yūki Satō — Sunrunner, Road Hugger
- Mayumi Seto — Microtransformer B
- Junko Shimakata — Microtransformer A
- Kaneto Shiozawa — Sonic Bomber
- Hideyuki Tanaka — Victory Saber
- Yumi Tōma — Emusa
- Kyōko Tongū — Holi
- Naoko Watanabe — Akira Serikawa
- Eiko Yamada — Cain
- Yūsaku Yara — Dai Atlas